# Ellenhall
Ellenhall is een civil parish in het bestuurlijke gebied Stafford, in het Engelse graafschap Staffordshire. In 2001 telde het dorp 126 inwoners. Ellenhall komt in het Domesday Book (1086) voor als 'Linehalle'.